# 沮皇后
沮皇后（?—?），是隋末民变中定杨可汗刘武周的皇后。沮氏是马邑鹰扬府校尉刘武周的妻子，隋朝大业十三年（617年），刘武周因为和太守王仁恭的侍女私通，事发后杀王仁恭反隋。刘武周投靠突厥，被始毕可汗封为定杨可汗、定杨天子。刘武周立沮氏为皇后。史书没有记载沮皇后，是否活到了天兴四年（620年）唐朝秦王李世民击败刘武周，或者唐朝武德五年（622年）刘武周被突厥杀害的时候。